# Мухаммад ибн Абд аль-Ваххаб
Муха́ммад ибн Абд аль-Вахха́б аль-Муша́ррафи ат-Тами́ми (араб. محمّد بن عبد الوهّاب المشرّفي التميمي‎;
1703, Уяйна — 22 июня 1792, эд-Диръия) — арабский салафитский проповедник, а также вместе с Мухаммадом ибн Саудом сыгравший одну из ключевых ролей в создании Саудовской Аравии и закрепления в новом государстве ортодоксального течения ислама.

## Биография

### Ранние годы жизни
Его полное имя: Мухаммад ибн Абд аль-Ваххаб ибн Сулейман ибн Али ибн Мухаммад ибн Ахмад ибн Рашид аль-Мушаррафи ат-Тамими. Точная дата его рождения неизвестна, считается, что он родился в 1703 году в Неджде, в городе Уяйна. Принадлежал к семье потомственных богословов из племени Бану Тамим (отсюда и нисба «ат-Тамими»). Его дед, Сулейман ибн Мухаммад, был муфтием Неджда. Его отец Абд аль-Ваххаб был судьёй (кади) в Уяйне во время правления эмира Абдуллаха ибн Мухаммада ибн Му‘аммара. Он обучал хадисоведению и мусульманскому праву (фикх) в мечетях города и оставил несколько произведений по ханбалитскому праву, которые частично сохранились. С раннего детства Мухаммад начал изучать исламское богословие, по распространённому тогда на Аравийском полуострове ханбалитскому мазхабу. До 10 лет выучил наизусть Коран. В 12 лет он женился и отправился в паломничество в святые для мусульман города Мекку и Медину. Именно за время своего путешествия ат-Тамими познакомился с трудами таких богословов как Ахмад ибн Ханбаль и Ибн Таймия, взгляды которых во-многом оказали влияние на будущее идеологии Ибн Абд аль-Ваххаба и ваххабитского движения в целом.
В Медине он обучался у Абдуллаха ибн Ибрахима ибн Сайфа, который по словам самого Ибн Абд аль-Ваххаба, готовил какое-то «идеологическое оружие» для борьбы с верованиями жителей оазисов.
После обучения в Медине, Ибн Абд аль-Ваххаб перебрался в Басру, где по словам ряда исследователей, прожил пять лет. Именно там он начал свою проповедь об очищении ислама от новшеств и идолопоклонничества, а также написал свою знаменитую книгу Китаб ат-Таухид. Довольно смелые идеи по очищению ислама не встретили поддержки у жителей оазиса, в результате возникших разногласий он был изгнан из города и был вынужден какое-то время проживать в Эль-Хасе, пока не добрался до Хураймилы, куда позднее переехал и его отец, пользовавшийся некоторым авторитетом у местных жителей.
В 1740 году Абд аль-Ваххаб умер и, оказавшись без поддержки отца, Мухаммад ат-Тамими был вынужден снова бежать. Ибн Бишр пишет: «В Хураймиле жили абды, принадлежавшие одному из подразделений. Они были известны своим развратом. Ибн Абд аль-Ваххаб захотел обратить их в истинную религию. И решили тогда абды убить шейха». В том же году он возвращается обратно в Уяйну.
После возвращения в Уяйну, Мухаммад ат-Тамими нашёл общий язык с местным эмиром Ибн Муаммаром и склонил последнего на свою сторону. С этого момента началось уничтожение местных святилищ и мавзолея местного святого, было введено наказание побиением камнями за прелюбодеяние, которое и стало последней каплей для местного «правителя» Сулеймана аль-Хумайди, в зависимости от которого был оазис. Не решившись расправиться с Ибн Абд аль-Ваххабом, Ибн Муаммар вынудил его бежать в оазис Эд-Диръия.
Согласно биографическому словарю «ас-Сахаб аль-Вабила» Мухаммада ибн Абдуллаха ибн Хумайда, в котором ваххабиты описываются в негативном ключе, отец Ибн Абд аль-Ваххаба раскритиковал сына за нежелание специализироваться в мусульманском праве и не согласился с его доктриной. Примерно так же, согласно Ибн Хумайду, к Мухаммаду ибн Абд аль-Ваххабу относился его родной брат — Сулейман, — который написал один из первых трактатов, опровергающих доктрину ваххабитов.

### Встреча с Мухаммадом ибн Саудом. Эд-Диръийский эмират
Переселение Мухаммада ибн Абд аль-Ваххаба в Эд-Диръия и знакомство с местным эмиром Мухаммадом ибн Саудом стали ключевым моментом в развитии как салафитского движения, так и истории Аравийского полуострова.
Мухаммад ибн Сауд ибн Мухаммад Аль Мукрин (араб. محمد بن سعود بن محمد آل مقرن‎, ок. 1710 — 1765) происходил из племени Аназа и только недавно, к моменту прибытия Ибн Абд аль-Ваххаба, стал эмиром Эд-Диръии. К тому времени это был бедный городок, жители которого и окрестностей довольно быстро поддержали идею очищения ислама. Видя утопающих в роскоши османских чиновников и шейхов им импонировали речи проповедника, такие как пуританизм (разрешение носить изделия из золота и шёлка только женщинам, скромная отделка мечетей — чтобы не отвлекала верующих от молитвы и др.) и принцип единобожия, как и когда-то при пророке Мухаммаде, вокруг которого начали собираться арабские племена, что позволило совершать набеги на соседние территории.
В 1744 году между Мухаммадом ибн Саудом и Мухаммадом ибн Абд аль-Ваххабом был заключён союз. Именно эта дата считается основанием первого саудовского государства — Дирийского эмирата с одноимённой столицей.
Первое время Мухаммад ибн Сауд проводил свои набеги в союзе с Ибн Муаммаром, но взаимная подозрительность между эмирами, а также крайне сложные отношения эмира Уяйны с Ибн Абд аль-Ваххабом, привели в конечном счёте к открытому конфликту, и Усман ибн Муаммар был убит прямо во время пятничной молитвы. Через 10 лет эмират Уяйна полностью лишился независимости.
К 1755 году единственным серьёзным врагом в Центральном Неджде оставался эмир Эр-Рияда Даххам ибн Даввас, но и он вскоре был вынужден сдать город и бежать с большинством жителей.
В 1765 году Ибн Сауд умер и эмиром стал его сын Абд аль-Азиз. Основатель же ваххабизма скончался в 1792 году во время осады Эль-Хасы, когда сторонники нового течения вторглись уже в Восточную Аравию.

## Семья
У Мухаммада ибн Абд аль-Ваххаба было шестеро сыновей, четверо из которых учились у отца и сами стали улемами — Хусейн, Абдуллах, Али, Ибрахим, двое сыновей, Абд аль-Азиз и Хасан, умерли в юности.
Союз Дома Саудитов и потомков Мухаммада ат-Тамими не завершился с кончиной проповедника, его потомки составили привилегированную прослойку в аравийском обществе, так называемую «Семью Шейха» — Аль аш-Шейх (араб. آل الشيخ‎).

## Предки
|  |                               |  |  |  |  |  |  |  |  |  |  |  |  |  |  |  |
|  | Мухаммад ибн Ахмад            |  |  |  |  |  |  |  |  |  |  |  |  |  |  |  |
|  |                               |  |  |  |  |  |  |  |  |  |  |  |  |  |  |  |
|  |                               |  |  |  |  |  |  |  |  |  |  |  |  |  |  |  |
|  | Али ибн Мухаммад              |  |  |  |  |  |  |  |  |  |  |  |  |  |  |  |
|  |                               |  |  |  |  |  |  |  |  |  |  |  |  |  |  |  |
|  |                               |  |  |  |  |  |  |  |  |  |  |  |  |  |  |  |
|  | Сулейман ибн Али              |  |  |  |  |  |  |  |  |  |  |  |  |  |  |  |
|  |                               |  |  |  |  |  |  |  |  |  |  |  |  |  |  |  |
|  |                               |  |  |  |  |  |  |  |  |  |  |  |  |  |  |  |
|  | Абд аль-Ваххаб ибн Сулейман   |  |  |  |  |  |  |  |  |  |  |  |  |  |  |  |
|  |                               |  |  |  |  |  |  |  |  |  |  |  |  |  |  |  |
|  |                               |  |  |  |  |  |  |  |  |  |  |  |  |  |  |  |
|  | Ахмад ибн Мухаммад ибн Бассам |  |  |  |  |  |  |  |  |  |  |  |  |  |  |  |
|  |                               |  |  |  |  |  |  |  |  |  |  |  |  |  |  |  |
|  |                               |  |  |  |  |  |  |  |  |  |  |  |  |  |  |  |
|  | Фатима                        |  |  |  |  |  |  |  |  |  |  |  |  |  |  |  |
|  |                               |  |  |  |  |  |  |  |  |  |  |  |  |  |  |  |
|  |                               |  |  |  |  |  |  |  |  |  |  |  |  |  |  |  |
|  | Мухаммад ибн Абд аль-Ваххаб   |  |  |  |  |  |  |  |  |  |  |  |  |  |  |  |
|  |                               |  |  |  |  |  |  |  |  |  |  |  |  |  |  |  |
|  |                               |  |  |  |  |  |  |  |  |  |  |  |  |  |  |  |
|  | Аззаз                         |  |  |  |  |  |  |  |  |  |  |  |  |  |  |  |
|  |                               |  |  |  |  |  |  |  |  |  |  |  |  |  |  |  |
|  |                               |  |  |  |  |  |  |  |  |  |  |  |  |  |  |  |
|  | Мухаммад ибн Аззаз            |  |  |  |  |  |  |  |  |  |  |  |  |  |  |  |
|  |                               |  |  |  |  |  |  |  |  |  |  |  |  |  |  |  |
|  |                               |  |  |  |  |  |  |  |  |  |  |  |  |  |  |  |
|  | имя неизвестно                |  |  |  |  |  |  |  |  |  |  |  |  |  |  |  |
|  |                               |  |  |  |  |  |  |  |  |  |  |  |  |  |  |  |
|  |                               |  |  |  |  |  |  |  |  |  |  |  |  |  |  |  |

## Учение Мухаммада ибн Абд аль-Ваххаба
Идеи Ибн Абд аль-Ваххаба не были новыми в мусульманском мире. Первыми салафитами (от араб. سلف‎ — «предки, предшественники»), были такие теологи как Ахмад ибн Ханбаль и Ибн Таймия. Именно ханбалитский мазхаб оказал на Ибн Абд аль-Ваххаба наибольшее влияние. Главными принципами в учении были:
- Таухид — единобожие (араб. توحيد‎), поклонение и прошение только у Аллаха, а не у святых (авлия), недопустимость прошения около мавзолеев и т. д. Также восприятие атрибутов Аллаха только согласно Корану и сунне.
- Отказ от бид — нововведений, то есть всего того, чего не было в раннем исламе.
- Джихад — «борьба» за очищение религии.

Взгляды Ибн Абд аль-Ваххаба и его интерпретации исламских терминов были подвергнуты критике у современников и продолжают быть предметом осуждения в академических кругах.

## Комментарии
1. ↑  Весьма противоречивы даты путешествий Мухаммада ибн Абд аль-Ваххаба за пределы Аравийского полуострова, которые основаны на работах Д. Марголиуса, который, без должной критики, в своей работе «Ваххабизм» изложил сведения из рукописи неизвестного автора «Блеск метеора», хотя если сопоставить даже даты, то никак ат-Тамими не мог быть в Уяйне в 1740 году.
2. ↑  Оазисы находились в зависимости от бедуинов, с другой стороны последние обеспечивали безопасность, например, торговых путей, за необходимый им прибавочный продукт. См. подр.: Крадин Н. Н. Империя Хунну
3. ↑  Согласно сунне пророка Мухаммада мужчинам запрещалось носить золото.